# Вурманкасы (Юськасинское сельское поселение)
Вурманкасы́ (чув. Вăрманкас, Вăрманкас Юнтапа) — деревня в Моргаушском районе Чувашии, в составе Юськасинского сельского поселения.
Расположена на правом берегу Сормы в 10 км к югу от села Моргауши.

## Общие сведения
Деревня газифицирована ориентировочно в 1995-98 годах. Имеется 2 продуктовых магазина, одна школа для начальных классов, библиотека, действующий сельский клуб, ферма (на левом берегу, за мостом). В деревне имеется 4 основных улицы, есть 11 прудов.

## Население
| 2010 | 2012 |
| ---- | ---- |
| 469  | ↗495 |